# Аапа-болото
Аапа-болото — тип болот, в котором центральная часть низинного типа, а окраины — верхового.

## Общие сведения
Аапа-болота представляют собой широкие равнинные или слабо наклонённые заболоченные территории, большей частью без деревьев. Они получают питательные вещества от окружающих территорий и обычно покрыты буйной и разнообразной растительностью. Как правило, лишённые деревьев аапа-болота окружены топями с низкорослыми соснами. В центре по линиям стока располагаются вторичные озёра и топи. Характеризуются евтрофными мочажинами с редким покровом из пушицы и осоки. Торф усиливает микробную деятельность в аапа-болотах, в результате чего образуется быстро разлагающийся осоковый торф. Характерная особенность аапа-болот — залегание в сильно обводнённых понижениях с вогнутым поперечным профилем, часто достаточно выраженный грядово-мочажинный микрорельеф с расположением гряд и их фрагментов перпендикулярно направлению стока. В зависимости от богатства водного питания торфяная залежь мочажин низинного или переходного типа, а возвышающихся над ними гряд — от мезотрофного до олиготрофного.

## Распространение
Располагаются в зоне северной тайги и лесотундре. Зона аапа-торфяников лежит в Европейской части России между зонами олиготрофных выпуклых и крупнобугристых болот. Она представлена только в районе нижней Печоры, в Северной Карелии и на Кольском полуострове.
Самое крупное болото этого типа — Юпяужшуо расположено в Карелии.

## Этимология
Термин заимствован из саамского языка.